# Olli Rehn
Olli Ilmari Rehn, född 31 mars 1962 i S:t Michel, Finland, är en finländsk politiker (Centern). Han har bland annat varit EU-kommissionär 2004-2014 och näringsminister 2015-2016. Olli Rehn är chefdirektör för Finlands Bank sedan den 12 juli 2018 och var kandidat i presidentvalet i Finland 2024.
Rehn studerade ekonomi, internationella relationer och journalistik vid Macalester College i Saint Paul, Minnesota, avlade en kandidatexamen i statsvetenskap vid Helsingfors universitet 1989 och en filosofie doktorsexamen i internationell politisk ekonomi vid Oxfords universitet 1996.
Rehn är medlem i Centern i Finland, var ordförande i dess ungdomsförbund 1987–1989, vice partiordförande 1988–1994 och ledamot av stadsfullmäktige i Helsingfors. Han valdes in i Finlands riksdag 1991 och ingick i Finlands delegation till Europarådet samt var särskild rådgivare till statsminister Esko Aho 1992–1993. Han lämnade riksdagen 1995 och valdes in i Europaparlamentet för perioden 1995–1996. Åren 1998–2002 var han kabinettschef hos Finlands EU-kommissionär Erkki Liikanen. Rehn var professor och forskningsdirektör vid institutionen för allmän statslära och Centrum för Europastudier vid Helsingfors universitet 2002–2003 och finanspolitisk rådgivare till statsminister Matti Vanhanen 2003–2004. 
När Liikanen utnämndes till centralbankschef i Finland i juli 2004 efterträdde Rehn denne i Prodi-kommissionen som kommissionär med ansvar för näringsliv och informationssamhället. När Kommissionen Barroso I tillträdde i november samma år blev Rehn utnämnd till kommissionär med ansvar för utvidgningsfrågor. I denna egenskap ledde han förhandlingarna när Rumänien och Bulgarien blev EU-medlemmar 2007 samt Kroatiens och Turkiets medlemskapsförhandlingar. Från den 10 februari 2010 ansvarade Rehn för ekonomiska och monetära frågor i Kommissionen Barroso II. I oktober 2011 upphöjdes han till vice ordförande i kommissionen som sedan tidigare hade sju vice ordförande.
Rehn ställde upp i Europaparlamentsvalet 2014 och tog ånyo plats i parlamentet den 1 juli 2014, varför han avgick som kommissionär. Han lämnade Europaparlamentet redan 2015 och var därefter näringsminister i Juha Sipiläs ministär fram till och med 2016.
Rehn är gift med Merja Rehn och har en dotter. Modern Vuokko Rehn var riksdagsledamot mellan 1995 och 1999.

## Utmärkelser
- Andra graden av Terra Mariana-korsets orden,  2 februari 2011[4]
- Tre Stjärnors orden, tredje klass,  23 oktober 2014[5]
- Storkorset av Finlands Lejons orden,  6 december 2014[6]
- Norska förtjänstordens storkors,  2016[7]
- Kommendör med stora korset av Nordstjärneorden[8]

[Redigera Wikidata]